# Матриця: Перезавантаження
«Матриця: Перезавантаження» (англ. The Matrix Reloaded) — другий американський фантастичний кінофільм, випущений режисерами сестрами Вачовські 2003 року, у серії кінокартин «Матриця», розпочатої 1999 року. Прем'єра фільму відбулася 7 травня 2003 року в Лос-Анджелесі (Каліфорнія). Всього через шість місяців вийшло його продовження «Матриця: Революція».

## Сюжет
Нео сниться кошмар про загибель Триніті в Матриці від рук агента Сміта. Прокинувшись, він ділиться з Триніті своїми сумнівами щодо долі обраного. Капітани летючих кораблів збираються на раду, де капітан Ніобе повідомляє тривожну новину — машини бурять землю в напрямку підземного міста Зіон. Завадити цьому немає змоги, а величезна армія роботів-вартових налічує чверть мільйона одиниць. Морфей зауважує, що це ознака типового машинного мислення, якщо всі люди згуртуються в Зіоні, то зможуть відбити напад. Він радить порадитися з провидицею Піфією аби дізнатися деталі пророцтва про кінець панування машин.
У Матриці хтось передає Нео конверт з навушником, Нео впізнає навушник Сміта. Він вступає у бій з прибулими агентами, показуючи свої збільшені сили. Корабель Морфея «Навуходоносор» у цей час повертається в Зіон для до зарядки, лишаючись на зв'язку з Матрицею. Капітани не схвалюють такого ризику, командувач Локк і канцлер Гамон домовляються з ним сіяти паніку та заспокоїти людей промовою. Морфей наголошує, що за останні пів року звільнено більше людей, ніж за попередні шість років і це завдяки Нео. Наступного дня Морфей виступає перед народом, закликаючи не боятися. Нео дедалі більше зближується з Триніті та помічає як люди захоплено вірять йому. Гамон доносить до Нео парадоксальну думку: люди потрібні машинам, а машини людям.
Під час виходу з Матриці на одного з членів команди іншого корабля, Бейна, нападає Сміт і копіюється в його мозок. Таким чином Сміт потрапляє в реальний світ. Нео отримує повідомлення від Піфії, Морфей негайно залишає Зіон без дозволу командора Лока. Нео зустрічає охоронця провидиці, Серафим, який випробовує його боєм. Серафим проводить Нео до Піфії, котра розкриває йому, що вона — програма, отже створена машинами. Провидиця розповідає про постійну боротьбу справних програм проти несправних чи застарілих. Деякі переховуються, в їх числі й Піфія. Щоб перемогти машини, Нео слід не боротися з окремими програмами, а знайти й знищити Головний Комп'ютер. Шлях туди охороняє Ключний Майстер, захоплений програмою Меровінг.
Нео залишається один, в цей момент з'являється Сміт і намагається скопіювати себе в Нео. Численні Сміти протистоять хакеру, перетворюючи на свої копії інші програми. Нео в тривалому бою долає багатьох, але їх все більшає. Вийшовши з Матриці він довідується про суперечку між капітанами. Скликана рада постановляє відправити на пошуки «Навуходоносора» два кораблі.
Нео, Триніті та Морфей вирушають до Меровінг. Програма впізнає їх і вже знає для чого вони прийшли. Меровінг філософствує щодо відсутності вибору: люди й програми обирають те чи інше, однак все одно коряться долі. Він попереджає — час провидиці спливає, і виганяє гостей. Дружина Меровінг Персефона наздоганяє їх і показує дорогу до Ключного Майстра. Розлючений Меровінг насилає на них охорону і двох примарних програм Близнюків. За Триніті, Морфеєм і Ключним Майстром починається погоня, а Нео переносять за 500 кілометрів. Він злітає силою думки, встигнувши врятувати їх від влаштованого Меровінгом вибуху.
Ключний Майстер розповідає як знайти двері до Джерела — Головного Комп'ютера. Хакери з посланого на допомогу корабля повинні вимкнути світло в місті, щоб знешкодити систему охорони. Але їх вбивають прибулі роботи, тому на допомогу в Матрицю вирушає Триніті, чим починає збуватися сон Нео. Шлях перепиняються Сміти, подолавши їх, Нео на свій подив знаходить програму Архітектора, а не Джерело.
Архітектор розповідає про 5 попередніх версій Матриці та інших обраних. Перша була ідеальним світом в усьому, однак зруйнувалася через недосконалість самих людей. Тому наступні версії різною мірою відображали реальне минуле. Програма, написана для дослідження людей, Піфія, шукала способи ефективніше тримати людей в покорі й підтримувати цілісність віртуальності. Головним стало знаходження відмінного від машинного розуму, який дозволяє знищити неефективну Матрицю і натомість створити нову — «перезавантажити» віртуальний світ. Таким розумом є обраний, яких до Нео також було 5. Так Зіон було знищено вже багато разів і щоразу обраний відбирає кількох людей, які виходять в реальний світ, засновують новий Зіон і знаходять нового обраного. Якщо цього не робити, Матриця зруйнується і всі люди, підімкнені до неї, загинуть. Архітектор показує бій Триніті зі Смітом, ставлячи перед вибором: врятувати Триніті й вбити цим всіх людей, або ж дати їй померти заради життя людства. Нео обирає, на відміну від попередників, допомогти Триніті.
Нео встигає врятувати її, а вийшовши в реальність розповідає про почуте Морфею. На «Навуходоносор» нападають роботи, команді доводиться покинути його, опинившись в підземних тунелях. Нео відчуває, що його зв'язок з машинами тісніший, ніж здавалося, і силою волі вимикає роботів. Команду знаходить корабель «Хаммер», котрий приносить новину про загибель суден, посланих на випереджувальну атаку. Хтось знерухомив їх електромагнітною гарматою, чим дав машинам перемогти. Вдалося врятувати лише Бейна, в мозку якого перебуває Сміт.

## У ролях
- Кіану Рівз: Нео
- Лоренс Фішберн: Морфей
- Керрі-Енн Мосс: Трініті
- Г'юго Вівінг: Сміт
- Джада Пінкетт-Сміт: Ніобі
- Гарольд Перріно: Лінк
- Глорія Фостер: Оракул
- Рендалл Дук Кім: Ключник
- Моніка Беллуччі: Персефона
- Ламбер Вільсон: Меровінгов
- Гельмут Бакайтіс: Архітектор
- Натаніель Ліс: капітан Міфуне
- Ніл Реймент: близнюк
- Реймент Реймент: близнюк
- Даніель Бернгардт: Джонсон
- Лі Воннелл: Аксель
- Коллін Чоу: Серафим
- Нона Гей: Зі
- Джина Торрес: Кас
- Дональд Анджая Батте: Вектор
- Ентоні Зербе: радник Гаманн
- Рой Джонс: капітан Баллард
- Девід А. Кілде: агент Джексон
- Метт Макколм: агент Томпсон
- Гаррі Ленікс: командир Лок
- Корнел Вест: радник Вест
- Стів Бастоні: капітан Сорен
- Ентоні Вонг: Привид
- Ієн Блісс: Бейн
- Клейтон Вотсон: Малюк
- Малкольм Кеннард: Абель
- Женев'єва О'Рейлі: офіцер Вірц
- Торі Массетт: Вродлива жінка у «Le Vrai»

## Знімальна група
- Режисер: брати Вачовські
- Сценарист: брати Вачовські
- Продюсер: Джоел Сільвер
- Оператор: Білл Поуп
- Композитор: Дон Девіс
- Художник: Оуен Патерсон

## Факти
- Слоган фільму: «Одні машини допомагають нам жити, інші — намагаються нас вбити».
- Фільм був занесений в «Книгу рекордів Гіннеса» як «найбільш розтиражований фільм», бо він вийшов у прокат кількістю 8517 копій.
- Вивчення акторами бойових мистецтв почалося в листопаді 2000 року і тривало 8 місяців.
- Сцена бою Нео з численними копіями агента Сміта знімалася протягом 27 днів. У ній брали участь як живі люди, так і комп'ютерні образи.
- Ім'я Меровінгов насправді є назвою династії королів Франції VII століття. Це також — назва однієї з гілки церкви гностиків, а також ім'я передбачуваного потомства Ісуса і Марії Магдалини, дане лицарями-тамплієрами.
- Титри із зазначенням творців картини й акторів складають 1943 імені.
- За умовами контракту брати Вачовські на час роботи двох продовжень «Матриці» не повинні були давати жодних інтерв'ю засобам масової інформації.
- Під час виробництва картини актриса Керрі-Енн Мосс зламала ногу, Лоренс Фішберн — руку, а у Г'юго Вівінг ушкодився шийний хребець.
- Компанія «General Motors» пожертвувала 300 автомобілів для знімання стрічки, і до фіналу всі 300 були розбиті.
- 17-хвилинна сцена бою з почтом Меровінга і погоні Близнюків коштувала близько 40 мільйонів доларів. Сюди входить і споруда трисмугового шосе завдовжки 1,4 милі для сцени погоні (після знімання сцени погоні, що тривала три місяці, шосе було зруйновано).
- Флот Зіона становив 12 суден, 10 з яких згадуються в трьох фільмах про Матриці, а також відеогрі «Вхід в Матрицю», а ще 2 — в концептуальних художніх роботах.
- Швидкі спадні зелені гліфи (знаки) на комп'ютерних екранах є зміненими літерами та числами японського письма «катакана».